# Minorité magyare de Slovénie
La minorité magyare de Slovénie (en hongrois : Szlovéniai magyarok) désigne la minorité ethnique magyare vivant en Slovénie. Celle-ci est essentiellement composée des villages de la région de Prekmurje le long de la Mur.